# ایست هیرفورد، کبک
ایست هیرفورد (به فرانسوی: East Hereford) شهری در منطقه شهری کوتیکوک ناحیه استری در استان کبک کانادا است. در سرشماری سال ۲۰۱۱ این شهر ۳۱۱ نفر جمعیت داشته‌است و مساحت آن ۷۱٫۵۶ کیلومتر مربع است.